# ایمیره
ایمیره شهری در شهرستان کونگوسی در استان بام در بورکینافاسوی شمالی است و جمعیت آن ۴۱۶ نفر است.